# Matriu (geologia)

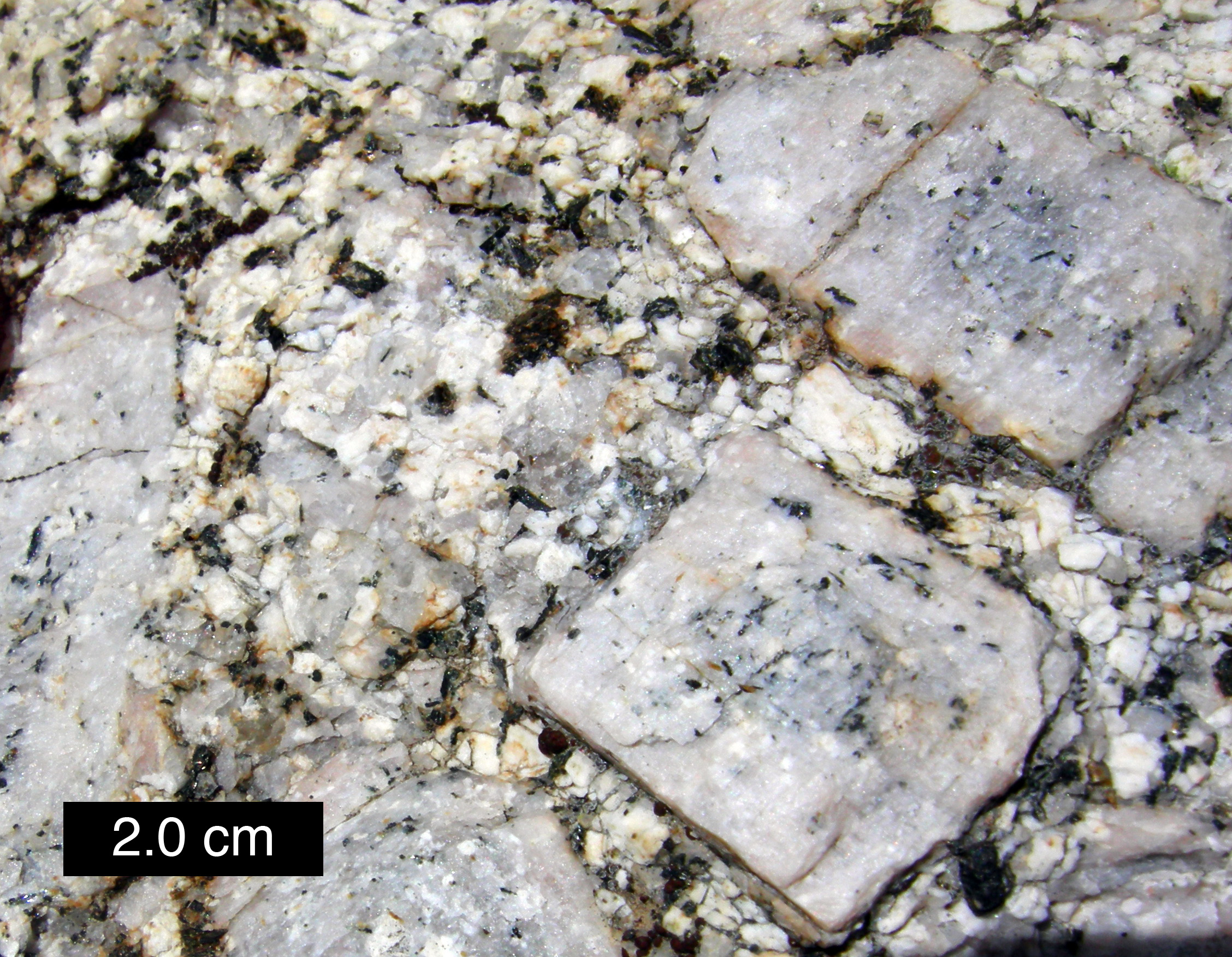
Fenocristalls de feldespat de potassi dins una fina matriu en un porfiri de granit.

La matriu d'una roca és la massa de material de gra més fi en la qual els grans més grossos, cristalls o clasts estan integrats.
La matriu d'una roca ígnia consta de cristalls de gra fi sovint microscòpics en la qual els cristalls més grossos (fenocristalls) estan integrats. Aquesta textura pòrfiritica indica un refredament en molts estadis del magma. Per exemple l'andesita porfirítica tindrà grans fenocristalls de plagioclasa en una matriu de gra fi. També a Àfrica del Sud els diamants sovint s'extreuen d'una matriu meteoritzada d la roca similar a l'argila anomenada kimberlita altrament dita "yellow ground".
La matriu de les roques sedimentàries és un material de gra més fi, com l'argila o el llim, en la qual s'integren grans més grossos o clasts. També es fa servir el nom de matriu per descriure la roca on s'integren els fòssils.

## Cimentacions
Tots els sediments al principi tenen una condició incoherent (per exemple les sorres, les argiles i les gaves, dipòsits de closques, etc.), i en aquest estat poden romandre per un període indefinit.
La pressió dels sediments nous sobre les masses de sota és aparentment la causa del canvi, però no és una de molt potent. És més eficient l'acció de l'aigua en percolació.
El material cimentant redipositat de forma comuna és calcari o silici. La pedra calcària, la qual és acumulació de closques, coralls, etc passa a compactar-se en roca ferma d'aquesta manera. La substància cimentant pot ser dipositada de forma regular en continuïtat cristal·lina sobre els grans originals. El canvi d'aragonita a calcita i de calcita a dolomita, per la formació de noves masses cristal·lines a l'interior de la roca, normalment també accelera les consolidacions. La sílice és menys soluble però també es diposita amb gran freqüència. Els materials argilacis es poden compactar per la mera pressió, com passa en el grafit i alguns altres minerals.